# Obsideo
Obsideo – siódmy i ostatni album studyjny holenderskiego zespołu muzycznego Pestilence. Wydawnictwo ukazało się 11 listopada 2013 roku nakładem wytwórni muzycznej Candlelight Records. Był to jedyny album formacji zarejestrowany z niemieckim basistą Georgiem Maierem oraz australijskim perkusistą Davidem Haleyem. Na płycie znalazło się dziesięć autorskich utworów, które wyprodukował lider zespołu Patrick Mameli.

## Lista tworów
Opracowano na podstawie materiału źródłowego.
| Nr  | Tytuł utworu      | Autorzy                          | Długość |
| --- | ----------------- | -------------------------------- | ------- |
| 1.  | „Obsideo”         | Patrick Mameli                   | 04:00   |
| 2.  | „Displaced”       | Patrick Mameli                   | 03:17   |
| 3.  | „Aura Negative”   | Patrick Mameli, Patrick Uterwijk | 03:38   |
| 4.  | „Necro Morph”     | Patrick Mameli                   | 03:17   |
| 5.  | „Laniatus”        | Patrick Mameli, Patrick Uterwijk | 03:09   |
| 6.  | „Distress”        | Patrick Mameli                   | 03:53   |
| 7.  | „Soulrot”         | Patrick Mameli                   | 03:22   |
| 8.  | „Saturation”      | Patrick Mameli                   | 03:07   |
| 9.  | „Transition”      | Patrick Mameli, Patrick Uterwijk | 03:08   |
| 10. | „Super Conscious” | Patrick Mameli                   | 03:27   |
|     |                   |                                  | 34:18   |

## Twórcy
Opracowano na podstawie materiału źródłowego.

- Patrick Uterwijk – gitara elektryczna
- David Haley – perkusja
- Georg Maier – gitara basowa
- Patrick Mameli – gitara elektryczna, śpiew, produkcja muzyczna
- Christian Moos – inżynieria dźwięku, miksowanie
- Tim Turan – mastering
- Stefan Schipper – zdjęcia
- Santiago Jaramillo – okładka, oprawa graficzna